# قلعه ناصری (ایرانشهر)
قلعه ناصری (ایرانشهر) پس از قلعه بمپور یکی از بزرگترین بناهای خشت و گلی سیستان و بلوچستان است.
ایرانشهر در سال۱۲۵۸ هجری قمری به دستور امیرابراهیم‌خان مظفرالدوله ساخته شده‌است.

## تمدن
بنا بر نوشته متون و مورخین معاصر، در عهد قاجاریه شخصی بنام ناصرالدوله فرمانفرما که در سال ۱۲۸۵ هجری شمسی حاکم وقت ایالات کرمان و بلوچستان بود؛ پیشنهاد ساخت یک دژ نظامی عظیم را در فهرج یا پهره، به ناصرالدین شاه قاجار می‌دهد. پهره نام قدیم ایرانشهر است که در سال ۱۳۰۸ هجری شمسی با تصرف این شهر توسط قوای رضاخان پهلوی به نام ایرانشهر تغییر نام می‌یابد. ناصرالدین شاه با ساخت این قلعه نظامی در پهره موافقت می‌نماید و بدین ترتیب کار ساخت قلعه در سال ۱۲۶۴ هجری شمسی به دست یکی از معماران توانا و مشهور کرمان بنام «استاد حسین معمار باشی کرمانی» آغاز و پس از مدت هفت سال به اتمام می‌رسد. از آن پس این قلعه بنام قلعه ناصری یا ناصریه مشهور می‌شود که علت نامگذاری نیز همین است، مقّر حکمرانی بلوچستان که تا آن سال قلعه کهن و عظیم بمپور بود به قلعه ناصری تغییر یافت.
این قلعه با ضعف دولت قاجار در اواخر عصر قاجار و اوایل عصر پهلوی به تصرف حاکم وقت بلوچستان بنام «دوست محمد خان بازکزایی» در می‌آید. و بنام قلعه دوست محمد خان معروف می‌گردد. با به قدرت رسیدن رضاخان و استقرار و قدرت گرفتن حکومت مرکزی، قشون دولتی رضاخان پهلوی به فرماندهی «تیمسار امان الله جهانبانی» بلوچستان و این قلعه را متصرف شده و از آن پس این قلعه به نام قلعه ایرانشهر شهرت می‌یابد.
در عصر پهلوی دوم (محمدرضا شاه پهلوی) از این قلعه بنام پادگان ژاندارمری وقت و زمانی به عنوان مدرسه استفاده می‌شد. در اوایل انقلاب با متروک ماندن این قلعه عظیم و زیبا، به تدریج تبدیل به قلعه ای متروکه و نیمه ویرانه می‌شود که متأسفانه در سال ۱۳۶۱ هجری شمسی حدود ۹۸ درصد معماری‌های فضای داخل به دستور شهردار وقت با بولدوزر تخریب می‌شود، و تنها سردر و حصار آن باقی می‌ماند.

## نگارخانه

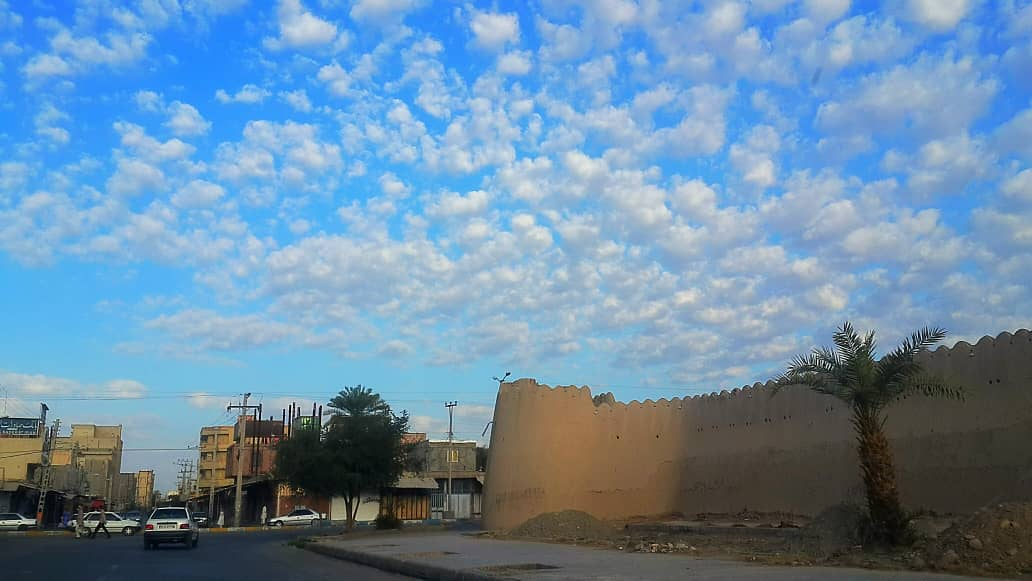
نمای جنوبی قلعه ناصری - ایرانشهر